# Jedle numidská
Jedle numidská (Abies numidica) je jehličnatý strom z čeledi borovicovité, z rodu jedlí, rostoucí v severní Africe a blízký příbuzný jedle španělské.

## Synonyma
- Abies baborensis
- Abies pinsapo varieta baborensis
- Abies pinsapo varieta numidica

## Popis
Stálezelený, jehličnatý strom, dorůstající 20–35 m. Kmen dosahuje průměru až 1 m. Koruna je kuželovitá a hustě zavětvená. Borka je zprvu šedá a hladká, později hnědošedá, šupinovitá a rozbrázděná. Pupeny jsou vejčité, tmavě hnědé, s malým množstvím či bez pryskyřice. Letorosty jsou žlutozelené a hladké. Jehlice jsou tlusté, tuhé a ploché, hustě uspořádané, 2,5-3,7 cm dlouhé, 2–3 mm široké a 1 mm vysoké, seshora tmavozelené, vespod se dvěma bílými proužky průduchů, které vystupují směrem ke konci jehlice, na koncích ostré či zubaté. Samčí šištice jsou červenožluté. Samičí květy (šištice) jsou žlutozelené. Samičí šištice (šišky) jsou válcovité, 15–20 cm dlouhé a 3,5-5,5 cm široké, zpočátku šedozelenorůžovofialové, později dozráváním hnědé. Semena jsou 12–14 mm dlouhá, křídla semen jsou delší než semena. Děložních lístků je 4-8 .

## Příbuznost
Jedle numidská (Abies numidica) je blízce příbuzná s jedlí španělskou (Abies pinsapo) – (jedle španělská se vyskytuje více na západ v horách Rif v Maroku a v jižním Španělsku).

## Výskyt
Severní Afrika – Alžírsko (ve starověku bylo Alžírsko spolu s částí Tuniska součástí Numidie – odtud název stromu – numidská): hory Babor a Tababort v Baborských horách v přírodním regionu Petite Kabylie, který je součástí většího přírodního regionu Kabylie, a který se nachází na severu Alžírska.

## Ekologie
Horský strom, roste v nadmořských výškách 1850–2000 m, v relativně chladném a vlhkém klimatu, typickém pro oblast kolem Středozemního moře: léta jsou velmi suchá a horká s průměrnými teplotami kolem 18 °C, v zimě se teplotní minima pohybují kolem −1 °C a v extrémních případech i −10 °C, sníh zajišťuje v zimě stromu dostatek vody. pH půdy je 6,1-7,5  (mírně kyselá až neutrální). Strom miluje slunce, velmi dobře snáší vyschnutí v horkých létech, není zranitelný ani jarními mrazy, neboť letorosty začínají růst poměrně pozdě. Jedle numidská je teplomilný strom, je pouze krátkodobě mrazuvzdorná do −23 °C a dlouhodobé silné mrazy ji vážně poškozují. Je také velmi nesnášenlivá k znečištění ovzduší (znečištění může strom rychle zahubit). Vzácně tvoří monokulturní lesy, většinou s oblibou roste se: stromy: cedrem atlaským Cedrus atlantica, dubem portugalským Quercus faginea, topolem osikou Populus tremula, a jinými, a keři: Adenocarpus complicatus poddruh commutatus, lýkovcem vavřínovým Daphne laureola, růží sicilskou Rosa sicula a dalšími, z bylin například s: svízelem vonným Galium odoratum, silenkou Silene atlantica, mateřkou Moehringia stellariodes a dalšími. Lesy v této oblasti poskytují domov též zvířatům: například magotovi bezocasému Macaca sylvanus a brhlíku kabylskému Sitta ledanti.

## Choroby a nepřátelé
Stromu někdy škodí dobytek, kozy, člověk, sníh, oheň, silné mrazy, husté bylinné patro a znečištění ovzduší.

## Přátelé
Sníh znesnadňující přístup do oblasti výskytu stromu a slunce.

## Využití člověkem
Strom je využíván jako palivové dříví. Kolem Středozemního moře je též pěstován jako okrasná dřevina.

## Ohrožení
Kriticky ohrožený strom v důsledku kombinace různých faktorů: lesní požáry, výskyt jediné populace stromu v jedné uzavřené oblasti, kácení stromu pro palivové dříví a v létě spásání dobytkem a kozami, navíc hluboký zimní sníh v kombinaci s hustým porostem často znemožňuje zakořeňování mladých stromků, nadruhou stranu ale ten samý sníh zhoršuje přístupnost do oblasti, čímž zase naopak přispívá k ochraně stromu před jeho nepřáteli. Strom se vyskytuje v přírodní rezervaci kolem hory Babor, vstup do oblasti je přísně kontrolován , uvažuje se o povýšení oblasti na národní park a o ochranných opatřeních ve vztahu k ochraně přírody (omezení kácení pro palivové dříví, omezení spásání dobytkem a kozami, znovuzalesnění a jiné), nicméně zatím nebylo realizováno nic a stavy populace stromu nejsou pro uzavřenost oblasti příliš známé. Stav populace jedle numidské je klesající (v letech 1950-2011  poklesl stav populace jedle numidské o polovinu).

## Galerie

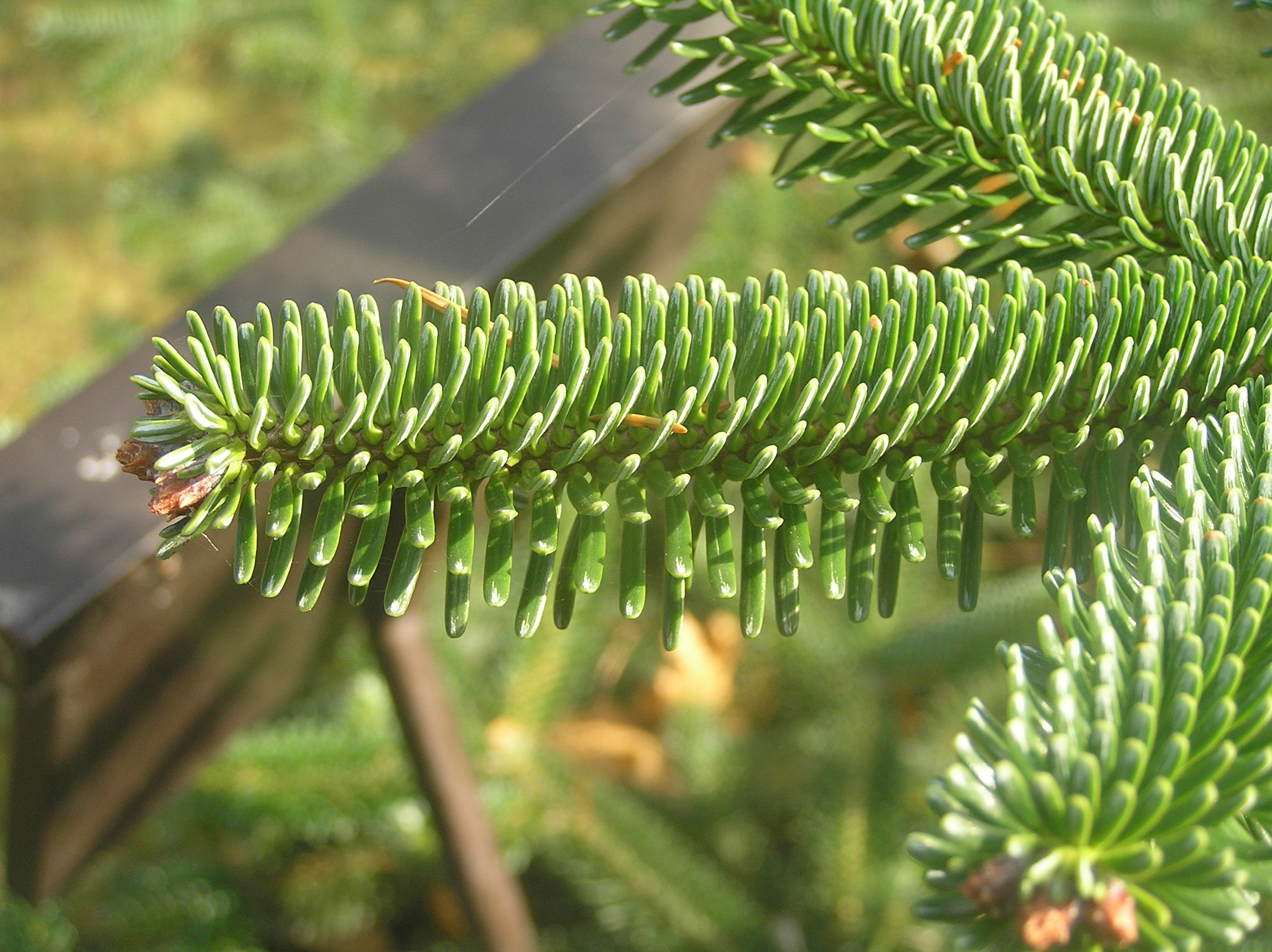
Jedle numidská, jehlice, pěstovaná v arboretu Žampach v České republice.
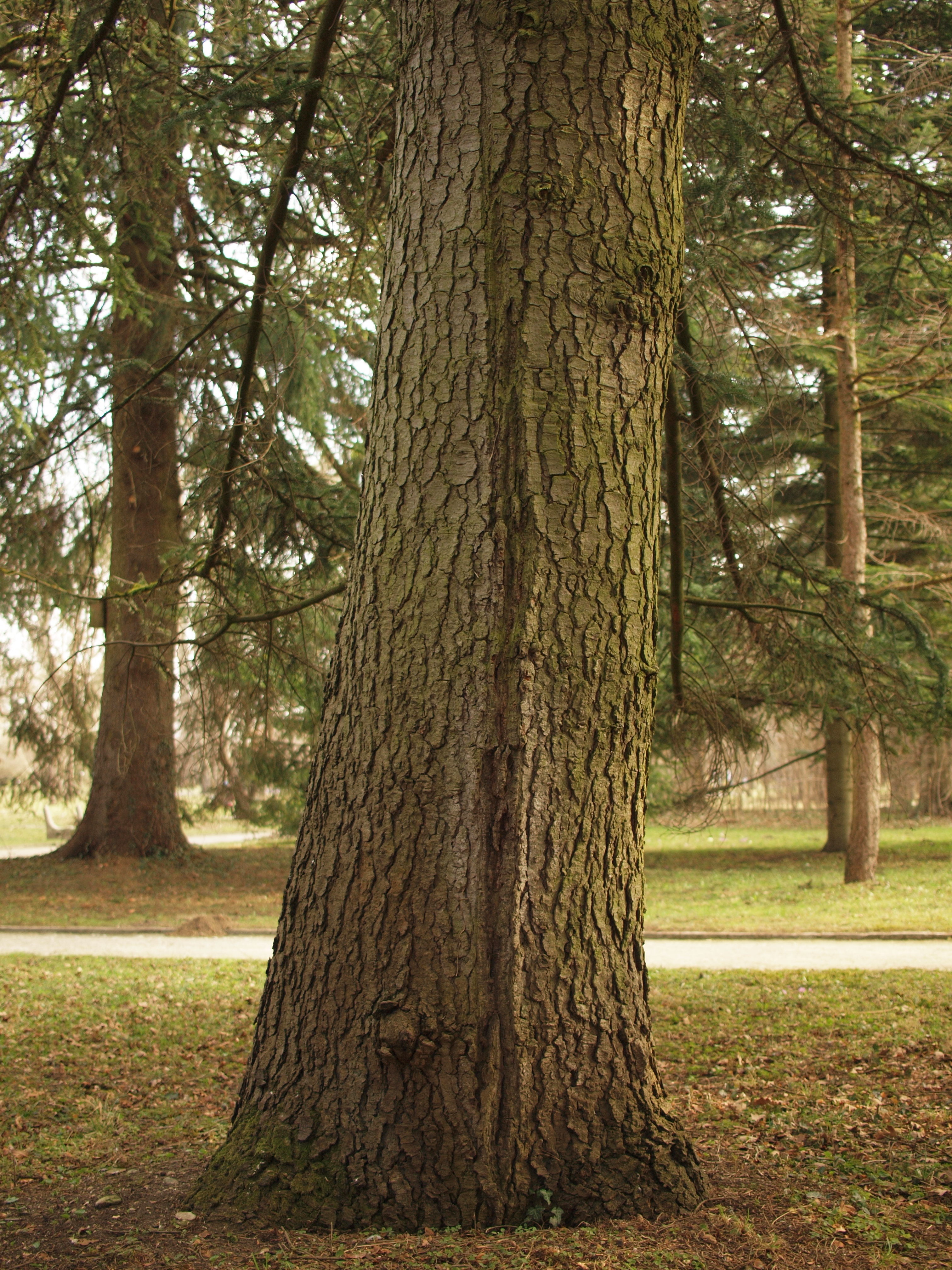
Jedle numidská, borka na kmeni.
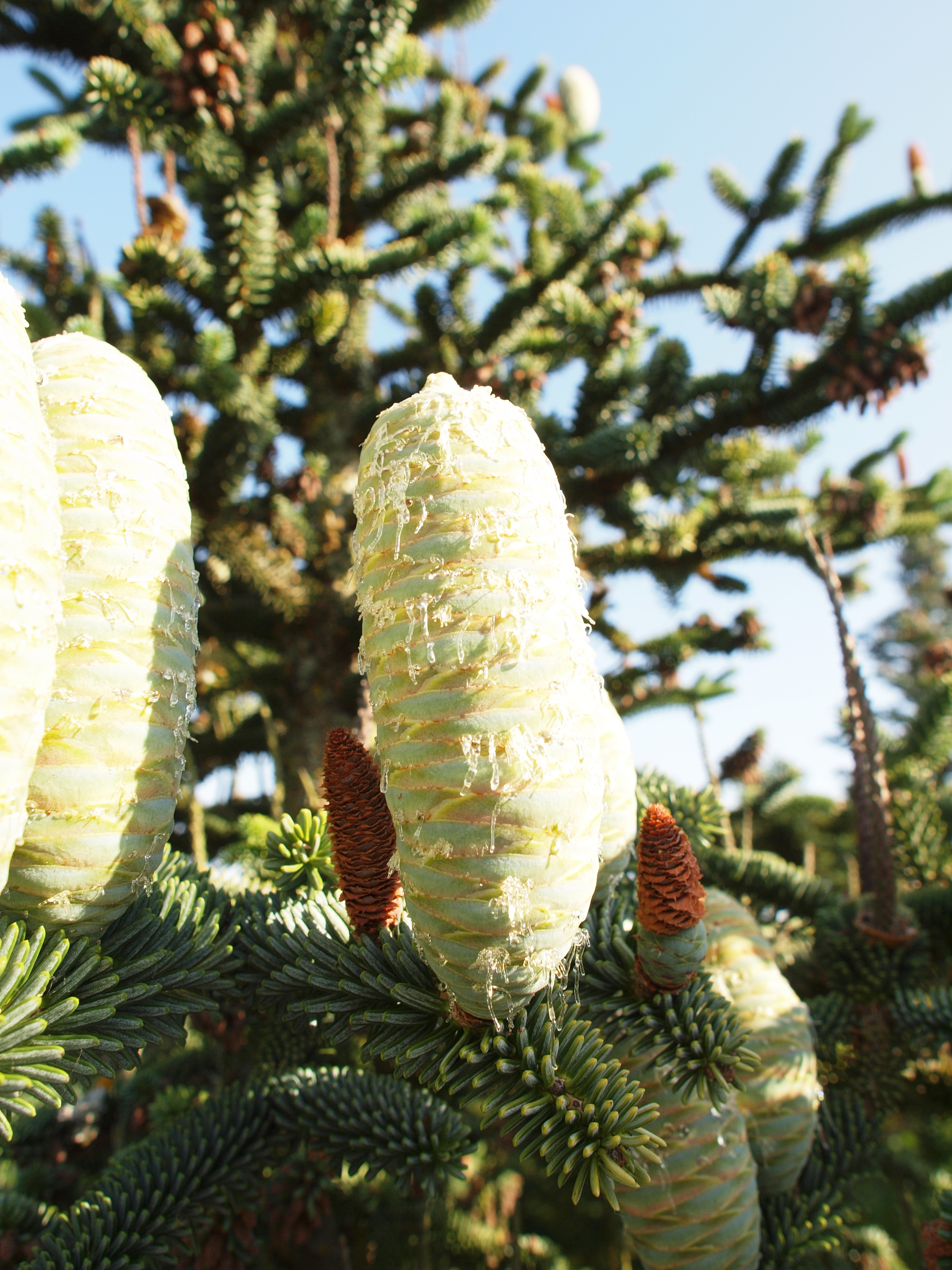
Jedle numidská, samičí šištice.
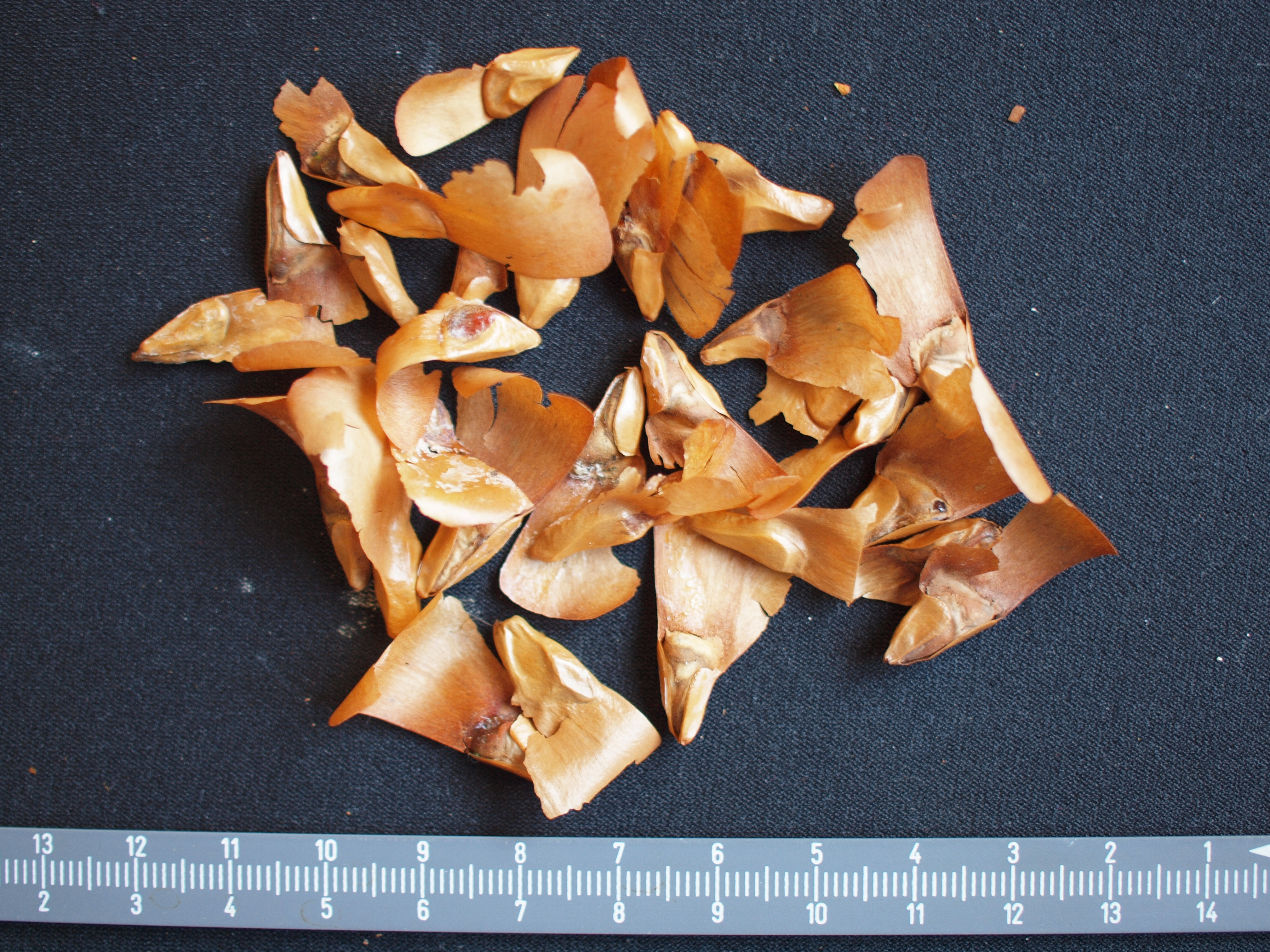
Jedle numidská, semena s křídly.